# Cafeneaua Bobiței
Cafeneaua Bobiței (engleză Butterbean's Café) este un serial de televiziune animat creat de Jonny Belt și Robert Scull, creatorii Baloane și gupi și Whoopi's Littleburg, pentru Nickelodeon. Serialul o urmărește pe Butterbean, o zână care conduce o cafenea de cartier cu prietenii ei. Serilula implică „gătitul creativ, o filozofie de la fermă la masă și un curriculum social-emoțional care se concentrează pe abilitățile de conducere”. Două sezoane și 60 de episoade au fost produse. Serialul a avut premiera pe 12 noiembrie 2018 și finalul pe 1 noiembrie 2020.